# Royal City (fumetto)
Royal City è una serie a fumetti scritta e disegnata dall'autore canadese Jeff Lemire. Viene pubblicata da Image Comics a partire dal marzo 2017. La storia del fumetto ruota intorno alle vicende della famiglia Pike e della cittadina da cui prende il titolo la serie stessa. Per l'autore è un ritorno alle origini per quanto riguarda genere e tematiche, soprattutto con riferimento alla raccolta Essex County, opera che lo ha consacrato a metà anni duemila. Le vicende trattate affrontano infatti i rapporti familiari, la vita nella provincia rurale e lo scorrere del tempo, che implacabilmente inganna i ricordi e modifica il contesto in cui si vive.

## Trama
La storia della serie Royal City si sviluppa attraverso tre archi narrativi: "Next of Kin" (nn.1-5), "Sonic Youth" (nn.6-10), "We all float on" (nn.11-14).

### Next of Kin

Copertina del volume Royal City 1. Disegni di Jeff Lemire. Edizione BAO Publishing.

Royal City è una cittadina di provincia che si ritrova ad affrontare i problemi della recessione economica e della progressiva perdita di abitanti che l'abbandonano per mancanza di lavoro. La principale e storica industria del posto, la Royal Manufactoring è in crisi e potrebbe chiudere a breve per essere trasformata in un moderno e lussuoso centro abitativo con annesso campo da golf, il tutto nella speranza di attirare nuovi e facoltosi cittadini desiderosi di lasciare i grandi centri urbani. La famiglia Pike è strettamente legata a questo territorio e alla sua fabbrica da diverse generazioni. Il suo patriarca Peter Pike ha un improvviso attacco di cuore che costringe tutti i membri della famiglia a doversi ritrovare e confrontare di fronte al pericolo di un eventuale decesso. Gli sono rimasti due figli (Patrick e Richard), la figlia Tara e la moglie. Nel 1993 ha perso un figlio di nome Tommy. Patrick è l'unico che vive al di fuori della cittadina ed è uno scrittore che ha ottenuto un discreto successo con il suo primo libro intitolato Royal City. Non ha però avuto lo stesso riscontro di pubblico e critica con il secondo e ora ha un blocco creativo che lo porta a posticipare l'uscita della sua nuova opera con conseguenti problemi economici. Richard è soggetto all'abuso di droghe e alcol, lavora nella Royal Manufactoring così come il marito della sorella Tara. Quest'ultima è però l'agente immobiliare incaricato di convincere il proprietario dell'industria a chiudere i battenti e trasformare la zona in un centro abitativo di lusso. La argomentazioni sono valide in quanto le rendite sono ormai in declino e si prospetta il fallimento. La famiglia Pike è stata colpita da un grave lutto nel 1993, ovvero la morte di Tommy. L'evento ha profondamente segnato ogni familiare. Questo è evidenziato dal fatto che ognuno di loro vede, in talune circostanze, il fantasma di Tommy e interagisce con lui come se fosse presente. Infatti non appena Patrick arriva in città gli compare in mezzo alla strada il fratello scomparso decenni prima. Caratteristica di queste "visioni" è il fatto che ognuno dei familiari vede Tommy in un diverso periodo della sua esistenza modificandone il comportamento in base alle proprie aspettative e desideri. La madre lo vede come un devoto sacerdote timoroso di Dio, il padre come quando era bambino, Patrick lo percepisce come adolescente, Richard come un compagno di notti brave a base di alcol e droga, a Tara si presenta poco più che neonato bisognoso delle sue attenzioni e coccole. Prima di riprendersi dallo stato comatoso in cui si trova, Peter Pike vive un'esperienza simile a quelle descritte nelle esperienze extracorporee. La sua anima lascia il corpo e si trova a viaggiare insieme al figlio Tommy che gli mostra la situazione in cui si trovano i suoi familiari. Vede Patrick ricevere una telefonata inaspettata dalla moglie che è appena arrivata all'aeroporto. Assiste al tradimento della moglie, che incontra l'amante in un motel anche se lui si trova in fin di vita. Tara è tornata a vivere con la madre per le continue tensioni coniugali, non ultimo il fatto che il marito ha creato un sindacato contro la chiusura della Royal Manufactoring. Richard sta invece rubando alcune vecchie radio collezionate dal padre per pagare un debito alla malavita. Questo dipinge un quadro per lui inaspettato e deprimente della sua famiglia, non vorrebbe quindi tornare nel suo corpo e andarsene con il figlio defunto, ma però si risveglia sul letto dell'ospedale.

### Sonic Youth

I fratelli Pike nel 1993. Dalla copertina di "Royal City 2", disegni di Jeff Lemire. Edizione italiana BAO Publishing.

Il secondo arco narrativo si svolge nel 1993 e narra l'ultima settimana di vita di Tommy Pike, attraverso i suoi occhi e le sue annotazioni scritte su un notebook si ha una prospettiva di come la famiglia Pike viveva in quel periodo. Cronologicamente questa storia si colloca 25 anni (circa) prima di quanto raccontato nella prima parte (Welcome to Royal City). Il padre Peter lavora come caporeparto presso la Royal Manufactoring e ha difficoltà ad adattarsi a questo nuovo ruolo all'interno del management della ditta. Sente ancora un sentimento di cameratismo verso i suoi ex-colleghi che lavorano nelle officine come operai. Non riesce quindi a imporsi come vorrebbe il suo capo e questo lo porta ad un senso di alienazione e inadeguatezza a cui trova parzialmente sollievo dedicandosi ad un nuovo hobby quale il collezionismo di radio d'epoca. Nella stessa ditta lavora anche il figlio Patrick, che dopo il diploma pare aver rinunciato al suo sogno di andare al college e diventare uno scrittore. Tommy non capisce il comportamento indolente e arrendevole del fratello maggiore e si ripropone di lasciare al più presto la cittadina che già vede come una prigione. Il problema che affligge Tommy sono forti emicranie che cerca di combattere con antidolorifici e distraendosi grazie alla scrittura. Prova a distrarsi mettendo per iscritto le classifiche (in continuo cambiamento) dei suoi dischi preferiti o dei film più belli mai visti. Accanto a questo vi sono anche riflessione riguardanti le persone che lo circondano e i rapporti che le legano. Nonostante non condivida lo stile di vita di Richie (altro suo fratello di un anno e mezzo più anziano) ne invidia la spensieratezza, gli amici e la capacità di divertirsi. Tra l'altro Tommy è segretamente infatuato di Clara, la ragazza di Richie, ma non osa proporsi. La sorella Tara, che ha 17 anni, è più grande di Tommy e Richie ma di un paio d'anni più giovane di Patrick. Tommy, pur riconoscendo le sue insicurezze, la vede come una figura di riferimento all'interno della famiglia.
Il 1993 è l'anno in cui Patricia Pike, la madre dei quattro ragazzi e moglie di Peter rivede per caso Robert, amico dai tempi del Liceo. Tra i due c'è stata anche una timida relazione che poi però si è conclusa in quanto le situazioni della vita li hanno allontanati e lei vedeva in Peter un ragazzo su cui si poteva fare affidamento. Ora Robert le confessa che si sta separando dalla moglie e potrebbe tornare stabilmente a Royal City. Tra i due si riaccende da subito la complicità e l'attrazione che c'era in gioventù. La freddezza nel rapporto con Peter e la noia della routine quotidiana riaccende una scintilla che divamperà in una lunga relazione extraconiugale di Patricia, destinata a durare decenni.
Richie e i suoi amici organizzano una festa presso una fabbrica abbandonata vicino al fiume. Vengono anche invitati Tara, Patrick e Tommy. Quest'ultimo è restio a partecipare ed è particolarmente sofferente per i dolori alla testa ma comunque si reca al party. Richie si presenta non con Clara ma con una nuova fiamma. Tommy recatosi nel bosco perché stordito e stanco della confusione trova Clara che piange seduta su un tronco. Lei è sconsolata e Tommy è sotto l'effetto si alcol e antidolorifici, i due finiscono per fare sesso. Questa è la notte in cui sappiamo che Tommy morirà e, all'insaputa di tutti (per quasi 25 anni) Clara rimane incinta ma subito dopo lascerà Royal City. Partorirà una bambina dal nome Olive.

### We all float on
Il terzo e ultimo arco narrativo inizia con l'arrivo di Olive a Royal City. A questo punto il racconto si sposta tra il presente e la notte in cui Tommy è morto. Olive dichiara di essere la figlia di Tommy a Patrick e Tara i quali decidono di portarla a casa nella casa di famiglia per presentarla a Patricia, la nonna della ragazza. Nel frattempo Peter Pike, nel suo letto d'ospedale, si riprende dal suo stato comatoso seguito all'infarto subito. La prima ad essere presente al suo capezzale è la moglie Patricia che gli rivela di averlo tradito per diversi anni. Mentre gli avvenimenti si sovrappongono ci viene rivelato che Richie è l'ultimo ad aver visto Tommy in vita e dal momento che lo ha sorpreso a flirtare con la sua (ex) ragazza si è infuriato e lo ha picchiato. Tommy in preda alle emicranie si dirige confuso verso il fiume dove poco dopo i suoi fratelli lo troveranno morto, probabilmente affogato. Richie, nel presente, dopo aver chiesto un prestito a Tara per pagare i debiti di gioco, si lascia convincere dal fantasma di un Tommy ormai adulto, che deve provare a scommettere i soldi di Tara alle corse dei cavalli. Dopo aver perso tutto, il suo senso di colpa lo spinge a vedere un Tommy rancoroso e accusatorio che lo incita a togliersi la vita per porre fine alla sua esistenza miserabile. Ormai i segreti e le bugie della famiglia Pike cominciano a rivelarsi, catalizzati dall'arrivo di Olive e dall'ormai onnipresente fantasma o echo della memoria raffigurato dal fratello defunto. Patrick rivela alla moglie, appena arrivata in città, che il suo primo libro di successo è nato dagli appunti e pensieri che lui ha preso dal taccuino personale di Tommy, sottratto e tenuto nascosto dopo la morte di quest'ultimo. Il motivo del suo fallimento con il secondo libro e l'incapacità di portare avanti la sua carriera è quindi dovuto al fatto che le idee e gli spunti del suo successo iniziali non sono stati partoriti dalla sua immaginazione. In ospedale, dopo la confessione di Patricia, il marito la sprona a non farsene una colpa in quanto è stato lui il primo ad isolarla. Nel periodo in cui lei ha iniziato una relazione con Steve, lui si è lasciato dedicato all'hobby delle radio d'epoca e non solo. Ha infatti iniziato una relazione omosessuale con Juan, l'esperto antiquario che gli aveva venduto il primo pezzo della sua collezione. I due coniugi si sentono finalmente liberi da ogni senso di colpa e ora sono pronti ad iniziare un nuovo capitolo della loro vita.
L'arrivo di Olive (figlia di Tommy) a Royal City e la sua decisione di rimanere a vivere con i Pike è un fattore catalizzante che contribuisce ad iniziare un cambiamento sia per la famiglia che per la cittadina. Tutto sembrava fermo al 1993 ma ora la vita e i rapporti tornano ad evolversi, si acquisisce una nuova consapevolezza. Richie chiede perdono a Tara per aver sperperato i suoi soldi e decide di frequentare un gruppo di supporto. Tara riesce a far approvare il progetto che prevede la distruzione della fallimentare Royal Manufcatoring, capolinea finora inevitabile per i giovani che rimanevano in città. Al suo posto nascerà un nuovo centro residenziale e commerciale per rilanciare il turismo e il lavoro. Patrick ritrova il legame con la moglie e scioglie il suo contratto con la casa editrice, non vuole però smettere di scrivere, libero da vincoli e scadenze, trova l'ispirazione per un nuovo libro e una nuova vita. Ne è emblematica una frase del primo capitolo che dice <<Passato significa questo, è qualcosa che è già trascorso. Solo perché ha dato forma a ciò che siamo nel presente non significa che ci definisce nel futuro. Devi prendere tutto quello che ti è accaduto, che ti ha formato e lo deve usare. Non lasciare che sia il passato ad usare (e condizionare) la tua vita>>. Questo nuovo sguardo al futuro coinvolge tutta la famiglia Pike, e lo stesso fantasma di Tommy. Mentre Patrick si trova in riva al fiume dove suo fratello è morto (forse suicida), vede il fantasma di Tommy (in tutte le sue incarnazioni) immergersi nell'acqua fino a sparire. Il trauma che ha paralizzato la famiglia Pike per quasi 25 anni è superato. Royal City ora appare diversa, ospitale e vitale, il posto ideale dove tornare per ricominciare.

## Personaggi
- Patrick Pike: figlio maggiore di Peter e Patricia, è uno scrittore in crisi che, dopo il successo del primo romanzo (intitolato Royal City), non riesce più a confermarsi e ha perso ispirazione e fiducia[6]. A questo si aggiunge una crisi matrimoniale e di mezza età che lo porta ad avere un senso di smarrimento e solitudine, fattori che contribuiscono a riportarlo nella cittadina in cui è cresciuto e dalla quale aveva fuggire[6]. Jeff Lemire lo considera il suo "Doppelgänger speculare" in quanto ha avuto un inizio di carriera simile alla sua[6]. Si è infatti trasferito da una piccola cittadina in una grande città e ha lavorato in una cucina di un ristorante mentre tentava di sfondare come scrittore, e il successo è arrivato con il romanzo Royal City, nel caso di Lemire l'affermazione c'è stata con la pubblicazione della graphic novel Essex County[6]. Dopo questo parallelismo, però, la strada di Patrick prende una direzione sbagliata e Lemire vede in lui un possibile destino che lo avrebbe imbrigliato se non avesse preso le decisioni giuste e non fosse riuscito a mantenere creatività e fiducia in se stesso[6].
- Tommy Pike: è il minore dei fratelli Pike ed è colui a cui Jeff Lemire si sente più connesso a livello emotivo e affettivo[5]. Tommy è infatti al centro delle vicende raccontate e questo nonostante siano passati quasi 25 anni nel momento in cui siamo introdotti nella storia di Royal City. La sua presenza è costante in quanto appare ai vari membri della famiglia come una sorta di fantasma che ognuno poi trasfigura attraverso la sua memoria e le proprie esperienze di vita. Capita così che Patrick lo vede ancora come un adolescente mentre Richie come un compagno di bevute e serate passate nelle ricevitorie o in qualche bar, per Tara è ancora neonato, per il padre come un bambino, per la madre è un sacerdote, la figlia Olive è l'unica che lo vede com'era la notte in cui è morto (quella in cui è stata concepita)[5]. Prima di morire (a circa 14 anni), Tommy è un ragazzo solitario che ama scrivere e ascoltare la musica. Tra le sue band preferite cita spesso i Nirvana, di cui ha anche un poster nella sua stanza[4][5]. Ciò che lo affligge è un problema di salute che gli procura forti emicranie, lo cerca di combattere con antidolorifici e scrivendo, spesso concentrandosi sulle liste dei suoi album o film preferiti[4]. Durante gli attacchi di dolore più acuti ha delle visioni in cui sono presenti dell'acqua e un pilastro metallico molto alto (probabilmente un'antenna di trasmissione) che sembra emanare strani raggi di colore giallo[5]. Quello che sta osservando sono elementi del paesaggio in cui morirà precocemente. Il suo corpo viene infatti ritrovato senza vita in fiume vicino ad una grande antenna[5]. Tommy sembrava quindi premonire la sua stessa fine e i suoi problemi di salute lo portano ad avere una visione negativa e autodistruttiva del futuro[4]. Quest stato d'animo è ben evidenziato dalla seguente riflessione:<<Penso ci sia qualcosa di sbagliato in me... e non sono solo le emicranie. Qualche volta quando sono coricato sul letto e il dolore è così forte da essere insopportabile, sento anche qualcos'altro. Come un pozzo in cui sto per cadere se sono incauto. Se cado so che il dolore svanirà per sempre ma a quel punto anch'io non farei più ritorno>>[4].
- Patricia Pike: moglie di Peter e madre di Patrick, Tara, Richie e Tommy. Jeff Lemire la considera la figura con il carattere più forte e influente della famiglia Pike[7]. Finora nelle sue opere quali Essex County, Il Saldatore Subacqueo o Sweet Tooth ha esplorato il rapporto padre figlio e la figura patriarcale è stata dominante[7]. Con Royal City, l'autore vuole esplorare maggiormente il rapporto madre-figli, dando risalto alla figura matriarcale della famiglia[7]. Patricia vorrebbe che la sua famiglia stia bene e in armonia ma le sue azioni avranno esiti opposti[7]. Nonostante l'apparente sicurezza e fiducia in se stessa, soffre di un profondo senso di solitudine e insoddisfazione[4]. Vuoto che in parte colmato attraverso una relazione extra-coniugale con una vecchia fiamma del Liceo, rincontrata per caso nel 1993[4]. Nonostante l'interesse per la sua famiglia sembra non essere mai riuscita a instaurare un solido rapporto affettivo con i figli e vede nel marito Peter un caro amico, sposato più per necessità che per sentimento[4]. Patricia, al pari degli altri componenti della famiglia, considera Royal City come una luogo che genera un'influenza negativa su chi ci vive[4]. Nel suo caso, vede la cittadina come un elemento che isola e divide le persone. Arriva a fare la seguente riflessione:<<Forse è solo una parte di ciò che rende questo luogo quello che è. Si trova in profondità nella terra, nei mattoni e negli alberi. L'ingrediente di Royal City. Le ossa che sostengono questa cittadina sono la solitudine>>[4].
- Peter Pike: marito di Patricia e padre di Patrick, Tara, Richie e Tommy. Da sempre ha condotto una vita ineccepibile, seguendo un sentiero già tracciato per quelli della sua generazione residenti a Royal City: istruzione scolastica, lavoro alla Royal Manufactoring (fino a pensione) e matrimonio con figli allevati e cresciuti come lui e i suoi padri a Royal City[4][5]. Apparentemente una invisibile ma vincolante catena di montaggio per tutte le vite degli abitanti di questa cittadina. L'evasione da una routine che gli ha distrutto sia i sogni che l'immaginazione la trova nell'hobby del collezionismo delle radio d'epoca, una passione che gli ha permesso di riprendere il controllo della sua vita[4]. Peter infatti dichiara alla moglie:<<Mi perdevo nelle mie radio...fintanto che le avevo (tra le mani), sentivo di possedere qualcosa che potevo aggiustare...si direbbe che mi sono perso in quelle radio ma in realtà è come se (li dentro) avessi ritrovato me stesso>>[5]. Così è stato perché attraverso la conoscenza di Juan, colui che gli ha venduto il primo pezzo da collezione, ha potuto esprimere le sue tendenze omosessuali[5].
- Tara Pike: la secondogenita di Peter e Patricia. Sta vivendo una crisi coniugale e vorrebbe separarsi dal marito[1]. Sorella protettiva e sempre disposta ad aiutare la famiglia e gli altri, compresa Royal City[1]. Come immobiliarista ha infatti organizzato un progetto per riqualificare il territorio ora occupato dalla Royal Manufactoring, ditta ormai obsoleta e destinata al fallimento[1]. Tara è la portavoce e sostenitrice di un progetto che vede la costruzione di abitazioni residenziali, centri commerciali e campo da golf, un posto di svago per chi vuole lasciare la grande città per un tranquillo paese di provincia quale Royal City[1]. Ad opporsi però è proprio il marito che si appella ai sindacati e pare ritenerla colpevole di non aver avuto figli, o almeno è questo che Tara percepisce[1]. Anche Tara è quindi un personaggio alla deriva non dissimile da Patrick o Richie, per non citare lo stesso Tommy (finche era in vita)[1][4].
- Richie Pike: si potrebbe definire la "pecora nera" della famiglia Pike. Dipende da alcol e droghe ed ha accumulato debiti di gioco che lo hanno messo in pericolo di vita[1]. Tommy lo ammirava perché estroverso e sempre pronto a divertirsi[4]. Pareva avere molti amici e piacere alle ragazze, o almeno era così nei primi anni novanta[4]. Richie, ora, è un uomo di mezza età con forti sensi di colpa per quanto accaduto al fratello minore Tommy nel 1993, incapace di reagire ai suoi vizi e sintomi ossessivo compulsivi[5].

## Realizzazione
Jeff comincia a lavorare sull'opera già nel 2016, un anno prima della data di pubblicazione. Si tratta infatti di una serie regolare di cui deve realizzare sia i testi che i disegni, quindi necessita di una maggiore dedizione e programmazione. L'autore è già impegnato su diversi titoli, sia per grandi editori quali la Marvel Comics, sia per il mercato indipendente con serie quali Descender per la Image e Black Hammer per la Dark Horse. Di queste opere realizza i testi e la trama, i disegni sono affidati ad altri artisti. Ora decide di cimentarsi con testi e disegni in una serie regolare e questo gli richiede un notevole dispendio di tempo ed energie. Jeff è reduce da sette anni dove è stato molto impegnato principalmente su opere di genere supereroistico , tra il 2009 e il 2014 ha un contratto in esclusiva con DC Comics e subito dopo firma degli accordi anche con la Marvel. Nasce quindi adesso il bisogno di tornare alle origini, di raccontare storie di vita reale o "Slice of Life" (anche se lui detesta il termine). Tali tematiche hanno caratterizzato Essex County l'opera che lo ha fatto conoscere alla critica e ai lettori. Mantenendo comunque i suoi impegni con le Big-Two (ovvero Marvel e DC) vuole quindi narrare le vicende di una famiglia della provincia rurale rinunciando al genere o a personaggi eroici per rivolgere l'attenzione alla persone reali. Lo stesso autore ammette però che non mancano elementi fantastici ma non per questo siamo di fronte ad una storia di genere fantasy, la presenza di questi risvolti nella vicende dei personaggi sono definiti dall'autore come realismo magico. Lemire è dalla realizzazione di Trillium (del 2014) che non si cimenta in una serie regolare che lo impegni come scrittore e disegnatore, in questo caso si occupa anche dei colori così come avvenuto con l'opera sci-fi Trillium, pubblicata dalla Vertigo. Questo significa che non sia stato impegnato sulle tavole da disegno, solo che ha lavorato ai disegni di graphic novel quali Niente da Perdere ("Roughneck" in originale)  o Secret Path che non beneficiando di una pubblicazione mensile, non hanno evidenziato mensilmente il suo impegno come disegnatore. Tra il 2015 e il 2016 è stato inoltre impegnato ai disegni della miniserie di tre albi AD: After Death per i testi di Scott Snyder.
Royal City si articola in una sequenza di tre archi narrativi, quello inaugurale è intitolato Welcome to Royal City e comprende i primi cinque numeri, con data di copertina marzo-luglio 2017. Mentre sta finendo il primo arco narrativo debutta sul canale Showtime la terza stagione di Twin Peaks, a distanza di 26 anni dal termine della seconda. Lemire si dice entusiasta in quanto è un grande ammiratore della serie di David Lynch e Mark Frost. Arriva a sostenere che nessun'altra opera d'arte lo ha ispirato e suggestionato quanto Twin Peaks, tanto da essergli da sprone nel diventare un autore e poter immaginare nuove storie. Lemire afferma che la visione della nuova stagione gli ha dato e gli darà nuovi spunti per la realizzazione di Royal City, già accomunata a Twin Peaks in quanto cittadina di provincia e da una storia che mescola elementi realistici e aspetti surreali, sullo sfondo la morte di un giovane teenager quale Tommy (Laura Palmer nel caso di Twin Peaks). Il secondo story-arc, dal titolo Sonic Youth (inizialmente annunciato come 1993), debutta ad ottobre. La storia si svolge nel 1993 e in quell'anno Lemire ha la stessa età che nel fumetto ha Tara, si trova quindi a raccontare una storia di teenager in un periodo in cui lui stesso attraversava quel momento della vita. L'autore confessa che fino a quell'età era stato timido e introverso e amava soprattutto i fumetti e la musica. A partire dai 17 anni comincia a frequentare di più i suoi coetanei e a recarsi alle feste. Gli rimane comunque impresso il senso di solitudine e di smarrimento che provava nel cercare di capire chi fosse e quale sarebbe stato l'uomo che voleva diventare.
Ogni albo include una playlist di canzoni scelte dallo stesso autore e che non necessariamente riflettono le vicende trattate. Si tratta comunque di canzoni ascoltate da Lemire mentre disegna le tavole del fumetto. Sottolinea inoltre che nel realizzare la serie ha tratto ispirazione riascoltando brani della sua adolescenza. Lo stesso titolo Royal City è in parte ispirato ad un'opera di una delle sue band preferite tra il panorama della musica indipendente canadese dei primi anni duemila. Per facilitare l'ascolto delle playlist è presente, per ognuna, l'indirizzo su cui trovarla sul servizio streaming Spotify. Nel secondo arco narrativo (dal n.6 al n.10), ambientato nel 1993, la playlist di ogni albo raccoglie solo canzoni registrate prima e fino al 1993 e solo qualcuna del 1994 o 1995. Questa è la musica che Lemire ascoltava all'epoca, quando era ancora un teenager e quelle canzoni sono le stesse da lui ascoltate per trovare l'ispirazione e le atmosfere per creare la storia ambientata in quegli anni. Nel primo albo (il n.6) vi è una playlist generica ma, a seguire (dal n.7 al n.10), ogni playlist riflette la musica ascoltata da un differente membro dei fratelli Pike. Questo per entrare ancora più in sintonia con le loro emozioni e i gusti personali sulla musica di quel periodo.
Nella primavera del 2018, con l'inizio del terzo arco narrativo ("We all float on""), viene annunciato a sorpresa che il n.14 sarà l'albo conclusivo della serie. Lemire afferma che quando cominciò a lavorare all'opera nel 2016 pensava che la serie si sarebbe protratta per diversi anni e non aveva programmato una fine della storia in tempi brevi. Ci tiene a precisare che la scelta non è dovuta alla scarsità di vendite o a politiche editoriali, in quanto le vendite degli albi e soprattutto delle raccolte in volume è stata consistente. La scelta è stata quindi personale o come precisa l'autore, è che <<certe volte è la storia che ti porta dove vuole che tu arrivi>>. Questa forza immanente nel suo racconto e nei personaggi si è manifestata al termine del secondo arco narrativo (ovvero Sonic Youth), in quel momento si è cominciato a manifestare un finale che connetteva tutti gli elementi che erano stati seminati e si dimostrava emotivamente incisivo sia per l'autore che, probabilmente, per i lettori. Il cerchio si poteva cominciare a chiudere. L'ultimo albo (il n.14) viene distribuito il 22 agosto del 2018 e oltre alla copertina regolare disegnata da Lemire, ne escono due edizioni alternative con variant cover (ovvero con copertine varianti): una di queste è disegnata da Emi Lenox (cover B), l'altra da Ray Fawkes (cover C).
Bisogna comunque evidenziare che, oltre le dichiarazioni di prassi, le vendite di Royal City erano in forte calo già al termine del primo arco narrativo. Inoltre Lemire già dalla seconda metà del 2017 è al lavoro (come scrittore) su una nuova serie regolare di cui si dice entusiasta. Si tratta di Gideon Falls che vede ai disegni Andrea Sorrentino con cui ha già collaborato alla DC Comics sulla serie Green Arrow del periodo The New 52 e sulla serie regolare Old Man Logan, sequel dell'acclamata opera omonima di Mark Millar e Steve McNiven. Afferma che i personaggi e la storia di questa sua nuova opera hanno cominciato a prendere forma nella sua mente dal lontano 1996 ed è ora che prendano vita. Anche in questo caso, come in Royal City, la storia si dipana intorno ad un centro urbano, le sue leggende e la sua storia. Gideon Falls debutta a marzo del 2018 per la Image ed è inevitabile dedurre che l'autore abbia sentito la necessità di chiudere le vicende narrate in Royal City che arriva al suo epilogo con il n.14 dell'agosto 2018.

## Distribuzione
Il primo albo della serie viene distribuito il 22 marzo 2017 dalla Image Comics. Royal City n.1 è un albo double-size cioè con un numero di pagine doppio rispetto ai futuri comic della serie. Conta quindi 56 pagine con un prezzo di copertina di 4,99 dollari. La serie presenta il simbolo M, essendo un'opera destinata ad un pubblico adulto. Il catalogo del distributore unico Diamond Comic Distributors ha presentato Royal City sul n.340 e viene messo in risalto dal banner Gem of the Month ovvero "Gemma del mese". Questo riconoscimento viene riconosciuto a quelle serie che vengono considerate tra le migliori (in prospettiva) tra quelle proposte tra tutti gli editori americani presenti sul catalogo del mese. La didascalia di presentazione la presenta come <<...un ritorno alla letteratura e al territorio tematico della graphic novel Essex County (di Lemire) e uno dei suoi più ambiziosi e personali progetti mai realizzati finora>>. Nello stesso mese la Image lancia altre 5 serie e/o miniserie quali Extremity (dell'etichetta Skybound di Robert Kirkman), un reboot di Rat Queens (della Shadowline), la serie horror Underwinter (di cui Jeff Lemire realizza una variant cover), e il ritorno di due serie Top Cow Productions: Magdalena e Think Tank. Lemire ha scelto di pubblicare la serie con la Image invece che per la Dark Horse Comics o la Vertigo per la libertà e le possibilità che la casa editrice dà agli autori di potersi dedicare a progetti personali. Da ormai un decennio, secondo Lemire, l'Image ha conosciuto una grande espansione al di fuori del genere supereroistico, pubblicando fumetti di generi differenti. Royal City non è neppure riconducibile ad un genere specifico ma è una serie che affronta <<forti drammi umani>>, un aspetto spesso trattato nelle graphic novel ma raramente al centro di un fumetto seriale a pubblicazione periodica. Difatti lo stesso Lemire aveva già esplorato le stesse tematiche nella graphic novel Essex County, opera a cui deve l'inizio della sua popolarità, soprattutto in Canada, sua patria natia. Nell'ambito della serialità a fumetti Lemire cita come riferimento Terry Moore con Strangers in Paradise e Love and Rockets dei fratelli Hernandez.
A partire dal secondo arco narrativo (dal n.6), intitolato Sonic Youth si narrano le vicende della famiglia Pike avvenute nel 1993. Per l'occasione ogni albo di questo story-arc prevede una variant cover che omaggia i migliori dischi rock indipendenti degli anni novanta. A realizzare le copertine alternative sono: Jeffrey Brown, Emi Lenox (che ha già collaborato con Lemire sulla miniserie Plutona), Nate Powell, Ray Fawkes, Dustin Nguyen (che sta realizzano la serie regolare Descender con Lemire). Due di questi autori omaggiano la serie anche nel suo albo finale (il n.14). L'ultimo numero di Royal City viene infatti distribuito con due "Variant Cover" oltre a quella regolare di Lemire. Per il n.14, la "Cover B" è realizzata da Emi Lenox e la "Cover C" è invece di Ray Fawkes.

## Accoglienza
L'opera è stata accolta con grandi plausi da parte della critica, l'associazione americana Young Adult Library Services Association (Yalsa) l'ha inserita nei 10 migliori fumetti per adolescenti usciti nel 2018. L'intento dell'associazione è quello di divulgare il fumetto nelle librerie interessandosi specificatamente delle opere appetibili per una fascia di pubblico tra i 12 e i 18 anni. Tali pubblicazioni rientrano nel genere Young Adult. Per rientrare in questa classifica le opere devono anche rivestire un valore educativo e istruttivo. Tra le 10 migliori rientrano infatti anche Anne Frank's Diary: The Graphic Adaptation (edita in Italia da Einaudi) e The Unwanted: Stories of the Syrian Refugees di Don Brown.
Per quanto riguarda le copie vendute, il primo albo della serie debutta al 102º posto della classifica dei comic book più venduti in Nord America nel marzo 2017. Le cifre sono riportate dal distributore unico per il Mercato Diretto, ovvero il "Dimond Comic Distributors". Le copie vendute sono 24597 ed è il 4° albo più venduto dalla Image quel mese, preceduto solo da The Walking Dead di Robert Kirkman, Reborn dell'imprint Millarworld e Paper Girls. Se poi si guarda al panorama dell'editoria indipendente (o indie comics) di cui la Image fa parte, Royal City n.1 si piazza al sesto posto assoluto decretando quindi un buon successo di settore per la prima uscita dell'opera di Lemire. Quel mese in cima alla classifica assoluta vi sono The Amazing Spider-Man della Marvel e Dark Knight III: The Master Race n.8 della DC Comics. Nonostante l'iniziale interesse dei lettori, le vendite calano drasticamente già alla fine del primo arco narrativo. Con l'inizio del secondo story-arc (ovvero Sonic Youth) in Royal City n.6 le copie vendute sono 13427, si è perso quindi il 46% (circa) dei lettori e la serie è scesa in classifica al 156º posto. Per quanto riguarda il mercato del fumetto indipendente è uscita dalle prime dieci e ora si trova al 19º posto. Non è molto distante dall'altra serie Image scritta da Lemire in questo periodo in quanto Descender che ha raggiunto il 25° numero vende 16973 copie. L'ultimo albo della serie (Royal City n.14, data di copertina: agosto 2018), scende al 209º posto della classifica vendite del Mercato Diretto, le copie vendute sono 7478 e confermano il trend al ribasso dell'opera. Il "drop"(ovvero il "calo") tra il primo e l'ultimo albo della serie è notevole in quanto si sono persi circa il 70% dei lettori e questo nonostante il costante plauso della critica e anche del mondo accademico.

## Il sequel
Nell'ottobre del 2021 Jeff Lemire annuncia che ha iniziato a lavorare ad un sequel di Royal City dove ancora una volta realizzerà sia i testi che i disegni. L'autore canadese sostiene di aver chiuso la serie troppo presto e in questi anni gli continuano a tornare in mente storie e personaggi che potevano essere sviluppati ulteriormente. Aggiunge però che decise di concludere la serie perché esaurito dall'enorme mole di opere in cui si stava impegnando, si trattava di diversi titoli sia per la Marvel sia per la Image Comics. Adesso sente che è il momento di tornare nella Royal City della famiglia Pike e continuare quello che ha interrotto. Sottolinea però che il sequel della storia (o il Volume 2) verrà pubblicato solo nel 2023. Questo dipende dal fatto che non vi si può dedicare continuamente in quanto al lavoro su altri progetti fumettistici e sulla pre-produzione della serie TV su Essex County che si sta rivelando più travagliata del previsto. In ogni caso ha intenzione di aggiornare i lettori tramite il suo canale Substack (Tales from the Farm) sull'evolversi della lavorazione della nuova serie su Royal City postando anche qualche tavola di disegno.

## Edizione italiana
In Italia viene pubblicato da BAO Publishing del cui autore distribuisce le raccolte della serie Descender, la miniserie Plutona (entrambe della Image) e la graphic novel Niente Da Perdere ( titolo originale Roughneck, della Gallery Books). Royal City viene distribuite in raccolte cartonate (o Hardcover) di circa 160 pagine a colori, misura 17X26 cm. Il primo volume esce il 27 ottobre 2017 con il sottotitolo Fantasmi di famiglia.
- Royal City: fantasmi di famiglia, di Jeff Lemire, BAO Publishing, Milano, 17X26, C., 160 pp., col., 27 ottobre 2017, ISBN 9788865439715
- Royal City Vol.2, di Jeff Lemire, BAO Publishing, Milano, 17X26, C., 136 pp., col., ISBN 9788832730944
- Royal City Vol.3, di Jeff Lemire, BAO Publishing, Milano, 17X26, C., 152 pp., col., ISBN 9788832732047

## Raccolte originali
- Il 22 luglio 2020 viene distribuita dalla Image una raccolta in edizione cartonata, o Hard Cover (HC) dell'intera serie[22]. Si tratta di un volume unico di 400 pagine dal titolo Royal City: The Complete Collection HC[22]. Oltre agli albi della serie, il tomo contiene materiale inedito riguardante la realizzazione dell'opera quale sketch, appunti dell'autore, copertine e tutto ciò che può mettere in luce il processo creativo che ha portato alla realizzazione di Royal City[22]. Tale fumetto viene inoltre pubblicizzato dalla Image e dal catalogo Previews come il ritorno del fumettista canadese alle tematiche della sua seminale graphic novel Essex County[22]. Di seguito le specifiche del volume: Royal City: The Complete Collection HC, collects: Royal City nn.1-14, writer/artist/cover: Jeff Lemire, 400 pp., FC (a colori), M rated (consigliato a lettori adulti), $ 44.99 (quarantaquattro dollari e 99 centesimi), Image Comics, Portland, 22 luglio 2020, Trim Size: 7,25"x 10.875"[22]. La scelta della Image di distribuire in un formato così prestigioso (o deluxe format) nasce dall'interesse mediatico suscitato dall'autore nella prima metà del 2020, dal momento che Netflix ha annunciato (a maggio) l'adattamento in serie tv del fumetto Sweet Tooth, scritto e disegnato da Jeff Lemire per Vertigo. Nel progetto sono coinvolte a livello produttivo la Team Downey dell'attore/produttore Robert Downey Jr. e la Warner Bros. Television. Pochi mesi prima è invece stato annunciato l'adattamento in serie tv della serie a fumetti Gideon Falls, scritta da Lemire e disegnata da Andrea Sorrentino, opera di punta della Image ancora in corso di pubblicazione (al 2020)[22]. La produzione è affidata alla Hivemind e alla Atomic Monster Production del regista/produttore James Wan[22].